# Roosendaalse Vaart
De Roosendaalse Vaart is een oude turfvaart van een 15-tal km lang, die werd gebruikt om turf naar de markt in Roosendaal te brengen. Ze behoort tot een stelsel turfvaarten dat in de 14e eeuw en later werd gegraven om de veengebieden met de steden te verbinden.
De Roosendaalse Vaart begint in de Matjens en loopt aanvankelijk in noordwestelijke, later in westelijke richting. Twee  kilometer ten zuiden van Horendonk voegt het voor hetzelfde doel gegraven Kanaal van Roosendaal zich bij de Roosendaalse Vaart, die vervolgens in noordelijke richting door Horendronk loopt en even verderop opnieuw op Nederlands grondgebied komt, waar ze nu de Natte of Elderse Turfvaart wordt genoemd. Dan loopt ze enkele km ten oosten van Nispen recht op Roosendaal af, waar ze de wijk Langdonk binnenkomt en vervolgens verder loopt, richting het centrum van Roosendaal.
Ook vanuit Nieuwmoer wateren een aantal waterlopen in de Roosendaalse Vaart af: Broekloop, Marijnenloop en Groesbeek.
De Roosendaalse Vaart is tegenwoordig een cultuurhistorisch monument.